# Riel-les-Eaux
Riel-les-Eaux är en kommun i departementet Côte-d'Or i regionen Bourgogne-Franche-Comté i östra Frankrike. Kommunen ligger i kantonen Montigny-sur-Aube som tillhör arrondissementet Montbard. År 2022 hade Riel-les-Eaux 93 invånare.

## Befolkningsutveckling
Antalet invånare i kommunen Riel-les-Eaux
Referens:INSEE